# 柴山港
柴山港（しばやまこう）は兵庫県美方郡香美町の香住海岸に在る地方港湾。避難港にも指定されているほど、海岸線が入り組んだ形をしており、天然の良港として知られている。
古くから漁港として知られ、漁獲量も順調に推移。特に松葉蟹は有名で、シーズン中には多くの観光客で賑わうなど、兵庫県における重要な水産基地としての役割がある。また山陰海岸国立公園および山陰海岸ジオパーク内に位置する等、観光拠点としても注目されつつある。

## 海事機関
- 舞鶴港湾事務所柴山出張所